# ساندرو چاوز دی آسیس روسا
ساندرو چاوز دی آسیس روسا (به پرتغالی: Sandro Chaves de Assis Rosa) مدافع اهل برزیل است که در شهر برزیل و در تاریخ ۱۹ مهٔ ۱۹۷۳ به دنیا آمده‌است.
ساندرو چاوز دی آسیس روسا در تیم‌های فوتبال جف یونایتد ایچیهارا چیبا، Honda، توکیو، Oita Trinita، Pogoń Szczecin سابقهٔ حضور دارد.